# Peter Serafinowicz
Peter Szymon Serafinowicz (IPA: /ˌsɛrəˈfɪnəwɪtʃ/; Gateacre, Liverpool, 1972. július 10. –) angol színész, humorista, rendező és forgatókönyvíró.
Leginkább a Haláli hullák hajnala (2004) című filmben Pete szerepéről és a Star Wars I. rész – Baljós árnyak (1999) című filmben Darth Maul hangjaként ismert. Számos brit és amerikai vígjátéksorozatban is szerepelt. Ő játszotta a címszerepet a 2016-os A kullancs című élőszereplős sorozatban, és figyelmet kapott politikai szatirikus videóival, amelyekben Donald Trumpról készült videókat szinkronizál különböző komikus hangokkal. Olyan előadóknak is rendezett klipeket, mint a Hot Chip. Továbbá szerepelt A galaxis őrzői és a John Wick: 2. felvonás című filmekben is.

## Fiatalkora és családja
1972. július 10-én született a liverpooli Gateacre-ben, Catherine (születési nevén Geary) postai alkalmazott és Szymon Serafinowicz állványozómunkás fiaként.
  Édesapja Surreyben született és nőtt fel, mielőtt Liverpoolba költözött. Félig fehérorosz, félig lengyel származású volt. Serafinowicznak van egy James nevű bátyja, aki filmproducer, valamint egy Helen nevű nővére, aki író, és 2004-től 2021-ig Graham Linehan ír komédiaíró felesége volt, miután Serafinowicz összehozta őket. Hároméves korában családjával Liverpool Belle Vale nevű kerületébe költözött, ahol az Our Lady of the Assumption Általános Iskolába járt.
A család 14 éves korában visszaköltözött Gateacre-be, és a szomszédos Woolton külvárosban lévő St Francis Xavier's College-ba járt. Később így nyilatkozott: „Nagyon boldog gyermekkorom volt, de Belle Vale nagyon nehéz helyzet volt. Csak hároméves lehettem, amikor odaköltöztünk, de még mindig emlékszem arra, hogy nagyon fényes volt, és az egészet beparkosították. De ez egy nagyon szegényes környék volt, és elég gyorsan elzüllött. Gateacre hagyományosan Liverpool egyik előkelő területének számít. Valójában nem volt sokkal fényesebb!”

## Magánélete
2002 körül ismerkedett meg Sarah Alexander színésznővel, miközben ő Gerald Harper színésszel volt kapcsolatban. Harpert 2002-ben hagyta el Serafinowiczért, és később összeházasodtak. Nyugat-Londonban élnek, egy fiuk és egy lányuk van.
2007 októberében Serafinowicz lemondott arról a szándékáról, hogy alkalmazza az emberi jogi törvényt az országos újságok ügyében; megpróbálta megakadályozni azoknak a részleteknek a közzétételét, amelyekből kiderül, hogy nagyapja, Szymon Serafinowicz náci volt, aki az első ember volt az Egyesült Királyságban, és akit a háborús bűnökről szóló törvény alapján bíróság elé állítottak. Szymont három gyilkosságban való közvetlen részvétellel és a Mir és Minszk zsidó lakosságának elpusztításában való személyes részvétellel vádolták, de 1997-ben demencia miatt alkalmatlannak találták a tárgyalásra, és még abban az évben, 86 éves korában meghalt.

## Filmográfia

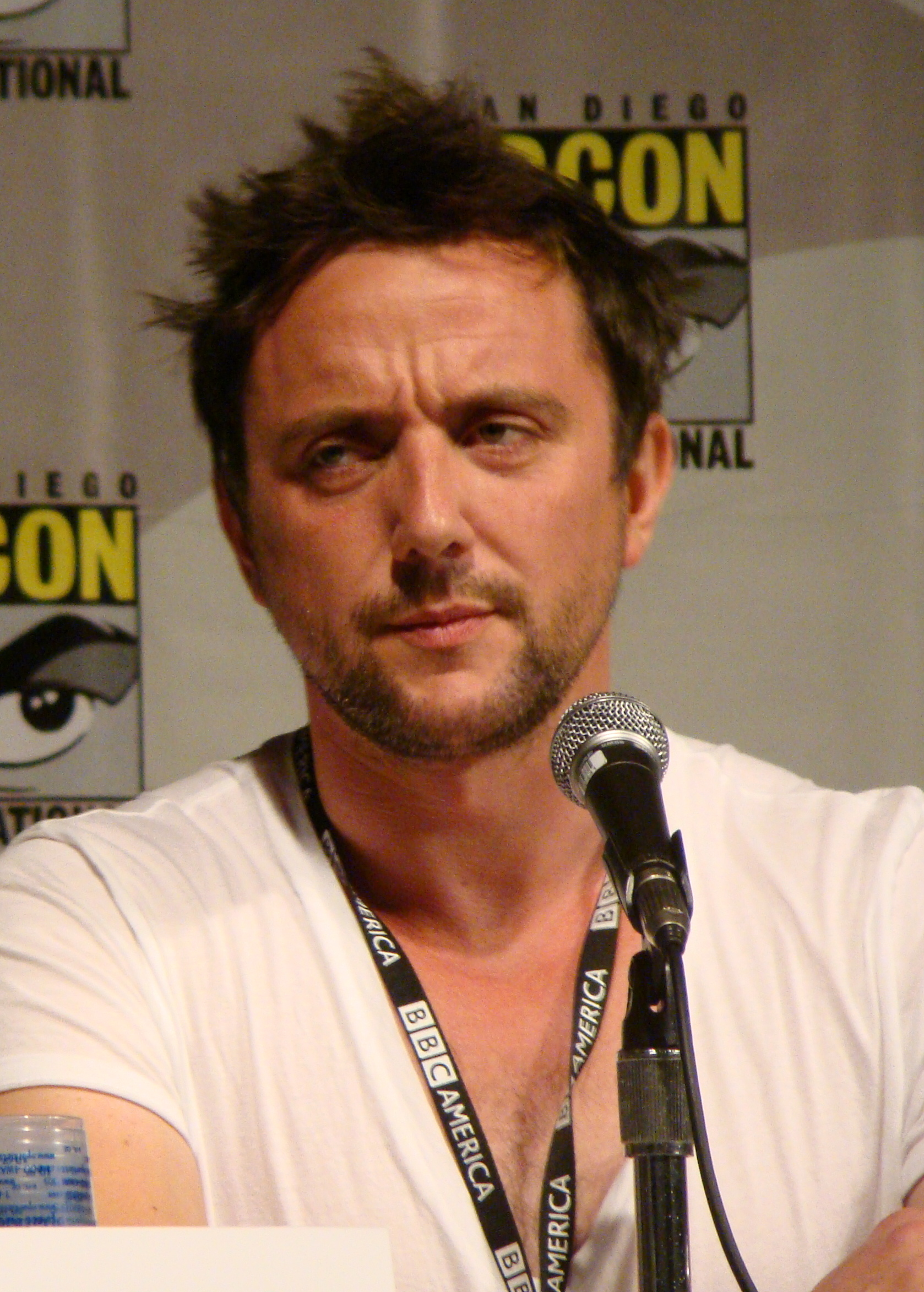
A 2010-es San Diegó-i Nemzetközi Képregény-találkozón

### Film
| Év   | Magyar cím                          | Eredeti cím                               | Szerep                                                      | Magyar hang       |
| ---- | ----------------------------------- | ----------------------------------------- | ----------------------------------------------------------- | ----------------- |
| 1999 | Star Wars I. rész – Baljós árnyak   | Star Wars: Episode I – The Phantom Menace | Darth Maul (hangja)                                         | Zágoni Zsolt      |
| 2001 |                                     | Calcium (rövidfilm)                       | tudós                                                       |                   |
| 2003 |                                     | Hello Friend (rövidfilm)                  | e-mail hang (hangja)                                        |                   |
| 2004 | Haláli hullák hajnala               | Shaun of the Dead                         | Pete                                                        | Bodrogi Attila    |
| 2004 | A kalcium kölyök                    | The Calcium Kid                           | Dave King                                                   | Seder Gábor       |
| 2005 | Ripley a mélyben                    | Ripley Under Ground                       | Nigel                                                       |                   |
| 2006 | 66                                  | Sixty Six                                 | Jimmy bácsi / Mr. Reubens Sr. / futball kommentátor         |                   |
| 2007 | Grindhouse – Halálbiztos            | Grindhouse                                | sikító férfi                                                |                   |
| 2007 | Fuss, dagi, fuss!                   | Run Fatboy Run                            | sportkommentátor                                            |                   |
| 2008 | Mesék a folyópartról                | Tales of the Riverbank                    | több szereplő hangja                                        |                   |
| 2009 | Páros mellékhatás                   | Couples Retreat                           | Sctanley                                                    | Karácsonyi Zoltán |
| 2010 |                                     | The Best and the Brightest                | Clark                                                       |                   |
| 2011 | Kinyírni Bonót                      | Killing Bono                              | Hammond                                                     |                   |
| 2013 | Csocsó-sztori                       | Underdogs                                 | Loco (hangja)                                               |                   |
| 2013 | Világvége                           | The World's End                           | Knock-a-Door Run Otthontulajdonos (stáblistán nem szerepel) |                   |
| 2014 |                                     | SOS: Save Our Skins                       | Andrew (hangja)                                             |                   |
| 2014 |                                     | Food Club (rövidfilm)                     | narrátor (hangja)                                           |                   |
| 2014 | Mázli, a csodakutya                 | Pudsey the Dog: The Movie                 | Edward, a ló (hangja)                                       |                   |
| 2014 | Muppet-krimi: Körözés alatt         | Muppets Most Wanted                       | Gulág őr (cameo)                                            |                   |
| 2014 | A galaxis őrzői                     | Guardians of the Galaxy                   | Denarian                                                    | Hirtling István   |
| 2015 | A kém                               | Spy                                       | Aldo                                                        | Anger Zsolt       |
| 2016 | Énekelj!                            | Sing                                      | Big Daddy (hangja)                                          | Schneider Zoltán  |
| 2017 | John Wick: 2. felvonás              | John Wick: Chapter 2                      | Sommelier                                                   |                   |
| 2017 | Vén rókák                           | Going in Style                            | Murphy                                                      | Simon Kornél      |
| 2017 |                                     | An Ordinary Man                           | Miro                                                        |                   |
| 2018 | Solo: Egy Star Wars-történet        | Solo: A Star Wars Story                   | Darth Maul (hangja)                                         |                   |
| 2019 | Múlt karácsony                      | Last Christmas                            | színházi producer                                           | Zöld Csaba        |
| 2021 | Énekelj! 2.                         | Sing 2                                    | Big Daddy (hangja)                                          | Schneider Zoltán  |
| 2022 | A buborék                           | The Bubble                                | Gavin                                                       | Csankó Zoltán     |
| 2022 | Jók és Rosszak Iskolája             | The School for Good and Evil              | Yuba                                                        | Törköly Levente   |
| 2022 |                                     | Aqua Teen Forever: Plantasm               | Neil (hangja)                                               |                   |
| 2022 |                                     | The Amazing Maurice                       | halál (hangja)                                              |                   |
| 2023 | Csibefutam: A csirkefalatok hajnala | Chicken Run: Dawn of the Nugget           | Reginald Smith (hangja)                                     | Csankó Zoltán     |
| 2023 |                                     | Sumotherhood                              | Krzysztof                                                   |                   |

### Televízió
| Év        | Magyar cím                       | Eredeti cím                                      | Szerep                                                   | Megjegyzések                                          |
| --------- | -------------------------------- | ------------------------------------------------ | -------------------------------------------------------- | ----------------------------------------------------- |
| 1996      |                                  | Spitting Image                                   | Jacques Chirac (hangja)                                  | 6 epizód                                              |
| 1998      |                                  | ITV Panto                                        | második csatlós                                          | 1 epizód                                              |
| 1998      |                                  | Europigeon                                       | Terry Wogan (hangja)                                     | tévéfilm                                              |
| 1998      |                                  | Alexei Sayle's Merry-Go-Round                    | narrátor (hangja)                                        | 6 epizód                                              |
| 1998–1999 |                                  | How Do You Want Me?                              | Dean Yardley                                             | 9 epizód                                              |
| 1999      | A koboldok varázslatos legendája | The Magical Legend of the Leprechauns            | George Fitzpatrck                                        | tévéfilm                                              |
| 1999      |                                  | Murder Most Horrid                               | Tony Frost                                               | 1 epizód                                              |
| 1999      |                                  | Sermon from St. Albion's                         | Alastair Campbell                                        | 1 epizód                                              |
| 1999      |                                  | Hippies                                          | narrátor / Robin                                         | 2 epizód                                              |
| 1999–2001 |                                  | Spaced                                           | Duane Benzie                                             | 3 epizód                                              |
| 2000      |                                  | Black Books                                      | Howell Granger                                           | 1 epizód                                              |
| 2001      |                                  | World of Pub                                     | Garry                                                    | 6 epizód                                              |
| 2002      |                                  | I'm Alan Partridge                               | Tex                                                      | 1 epizód                                              |
| 2002      | Micsoda rajzfilm!                | What a Cartoon!                                  | Butch (hangja)                                           | 1 epizód                                              |
| 2002–2005 |                                  | Look Around You                                  | Peter Packard                                            | főszereplő és megalkotó                               |
| 2003      | Angolkák                         | Little Britain                                   | interjúalany a miniszterelnöki kérdéseknél               | 1 epizód                                              |
| 2003–2004 | Barkácsbolt                      | Hardware                                         | Kenny                                                    | 12 epizód                                             |
| 2006      | Agatha Christie: Marple          | Agatha Christie's Marple                         | Walter Fane                                              | - 1 epizód - magyar hangja: - Hajdu Steve             |
| 2006      | Kockafejek                       | The IT Crowd                                     | híradós / Lift / hangosbemondó                           | 1 epizód                                              |
| 2006–2015 | South Park                       | South Park                                       | több szereplő hangja                                     |                                                       |
| 2007–2008 |                                  | The Peter Serafinowicz Show                      | önmaga                                                   | főszereplő és alkotó                                  |
| 2009      |                                  | Stewart Lee's Comedy Vehicle                     | narrátor                                                 | 6 epizód                                              |
| 2010      |                                  | Whitechapel                                      | Torbin Cazenove                                          | 3 epizód                                              |
| 2010      |                                  | Driver Dan's Story Train                         | Dan (hangja)                                             | 1 epizód                                              |
| 2010–2011 |                                  | Running Wilde                                    | Fa'ad Shaoulian                                          | 13 epizód                                             |
| 2011      |                                  | This is Jinsy                                    | Eric Dunt                                                | 1 epizód                                              |
| 2011      | Halálosan komolytalan            | Funny or Die Presents                            | báb (hangja)                                             | 1 epizód                                              |
| 2011–2013 | Archer                           | Archer                                           | több szereplő hangja                                     | 3 epizód                                              |
| 2011–2013 | NTSF:SD:SUV::                    | NTSF:SD:SUV::                                    | S.A.M. / Sagan                                           | 21 epizód                                             |
| 2012      |                                  | The Increasingly Poor Decisions of Todd Margaret | Tito                                                     | 1 epizód                                              |
| 2012      |                                  | The Secret Policeman's Ball 2012                 | Paul McCartney                                           | különkiadás                                           |
| 2012      |                                  | Watson & Oliver                                  | több szereplő                                            | 2 epizód                                              |
| 2012      |                                  | Bad Sugar                                        | Rolph Cauldwell                                          | 1 epizód                                              |
| 2012      |                                  | Childrens Hospital                               | Michael Caine (hangja)                                   | 1 epizód                                              |
| 2012      | Amerikai fater                   | American Dad!                                    | Goran (hangja)                                           | 1 epizód                                              |
| 2013      |                                  | It's Kevin                                       | Bill Grundy                                              | 1 epizód                                              |
| 2013      |                                  | Fit                                              | Brian Butterfield                                        | 13 epizód                                             |
| 2013      |                                  | Playhouse Presents                               | Roger                                                    | 1 epizód                                              |
| 2013      |                                  | Father Figure                                    | Karl                                                     | 1 epizód                                              |
| 2013      |                                  | Anatole's Island                                 | narrátor (hangja)                                        | tévéfilm                                              |
| 2013–2015 |                                  | Axe Cop                                          | több szereplő hangja                                     | 8 epizód                                              |
| 2013–2015 | Városfejlesztési osztály         | Parks and Recreation                             | Edgar Covington                                          | 3 epizód                                              |
| 2014      |                                  | Mr. Sloane                                       | Ross                                                     | 6 epizód                                              |
| 2014      |                                  | The Britishes                                    | Lord British                                             | 4 epizód                                              |
| 2014      | Kalandra fel!                    | Adventure Time                                   | Lumpy űrherceg (hangja)                                  | 1 epizód                                              |
| 2014      | Rejtélyek városkája              | Gravity Falls                                    | Vak Iván (hangja)                                        | 1 epizód                                              |
| 2014      | Holdfényváros                    | Moonbeam City                                    | Nocturne von Groff (hangja)                              | 1 epizód                                              |
| 2014      | Ki vagy, doki?                   | Doctor Who                                       | Halászkirály (hangja)                                    | 1 epizód                                              |
| 2014      |                                  | Hunt the Truth                                   | Fekete doboz                                             | 6 epizód                                              |
| 2015–2016 |                                  | The Adventures of OG Sherlock Kush               | OG Sherlock Kush (hangja)                                | 20 epizód                                             |
| 2015–2016 |                                  | TripTank                                         | több szereplő hangja                                     | 5 epizód                                              |
| 2016–2019 | A kullancs                       | The Tick                                         | Kullancs                                                 | főszereplő és producer                                |
| 2017      |                                  | At Home with Amy Sedaris                         | garbós férfi                                             | 1 epizód                                              |
| 2017      | Mickey és az autóversenyzők      | Mickey and the Roadster Racers                   | Chauncey Chips ügynök / Dr. Waddleton Crutchley (hangja) | 2 epizód                                              |
| 2017      |                                  | People of Earth                                  | Eric, a kocka (hangja)                                   | 8 epizód                                              |
| 2017      |                                  | Neo Yokio                                        | több szereplő hangja                                     | 8 epizód                                              |
| 2017–2023 | Rick és Morty                    | Rick and Morty                                   | Pavel Bartek / Oxygen-S                                  | 2 epizód                                              |
| 2018      | A Simpson család                 | The Simpsons                                     | vállalati vezérigazgató (hangja)                         | 1 epizód                                              |
| 2019      | Bob burgerfalodája               | The Adventures of OG Sherlock Kush               | Scottjohn Dansteve (hangja)                              | 1 epizód                                              |
| 2019      | Az Úr sötét anyagai              | His Dark Materials                               | Iofur Raknison (hangja)                                  | 2 epizód                                              |
| 2020      | Csodatévők                       | Miracle Workers                                  | Cragnoor király                                          | 1 epizód                                              |
| 2020      |                                  | Sassy Justice                                    | Fred Sassy (hangja)                                      | 1 epizód                                              |
| 2023      | A Fehér Ház vízszerelői          | White House Plumbers                             | William F. Buckley Jr.                                   | főszereplő                                            |
| 2023      | Mi lenne, ha…?                   | What If...?                                      | Garthan Saal (hangja)                                    | - 1 epizód - magyar hangja: - Hirtling István         |
| 2024      | Úriemberek                       | The Gentlemen                                    | Tommy Dixon                                              | - 2 epizód - magyar hangja: - Sághy Tamás             |
| 2024      | Különc Kommandó                  | Creature Commandos                               | Victor Frankenstein (hangja)                             | - 1 epizód - magyar hangja:[forrás?] - Czvetkó Sándor |

## Fordítás
- Ez a szócikk részben vagy egészben  a   Peter Serafinowicz című angol Wikipédia-szócikk ezen változatának fordításán alapul.  Az eredeti cikk szerkesztőit annak laptörténete sorolja fel. Ez a jelzés csupán a megfogalmazás eredetét és a szerzői jogokat jelzi, nem szolgál a cikkben szereplő információk forrásmegjelöléseként.